# Bronisław Malinowski (antropolog)
Bronisław Kasper Malinowski (ur. 7 kwietnia 1884 w Krakowie, zm. 16 maja 1942 w New Haven) – polski antropolog społeczny i ekonomiczny, podróżnik, a także filozof, etnolog, religioznawca i socjolog. Jego prace miały znaczący wpływ na dyscyplinę antropologii. Większość życia i kariery spędził w Wielkiej Brytanii i USA.

## Życiorys
Był jedynym synem Lucjana Malinowskiego herbu Pobóg i Józefy Eleonory z Łąckich. Większość życia zawodowego spędził w Wielkiej Brytanii i Stanach Zjednoczonych oraz na wyspach Melanezji, gdzie prowadził badania terenowe. W opublikowanej korespondencji podpisywał się: Bronisław Kasper z Kalnicy Pobóg-Malinowski.
Ukończył CK III Gimnazjum im. Króla Jana Sobieskiego w Krakowie. W latach 1902–1906 studiował na wydziale filozoficznym Uniwersytetu Jagiellońskiego w Krakowie i doktoryzował się tam w 1908 (O zasadzie ekonomii myślenia), a w latach 1910–1913 podjął studia i wykłady na London School of Economics przy Uniwersytecie Londyńskim. Studiował z Marią Czaplicką, był mentorem Hortense Powdermaker.
W latach 1914–1920 prowadził badania terenowe w Australii i Oceanii. W pierwszej fazie podróży na wschód w 1914 towarzyszył mu przyjaciel: Stanisław Ignacy Witkiewicz.
W 1916 doktoryzował się na Uniwersytecie Londyńskim. W 1919 poślubił Elisię Rosalinę Masson, córkę sir Davida Orme Massona, profesora chemii na uniwersytecie w Melbourne, z którą miał trzy córki: Józefę, Wandę i Helenę. W latach 1923–1938 dużo czasu spędzał w Bolzano we Włoszech, w domu który zakupił i który do dziś jest własnością córki badacza.
W 1927 objął profesurę i pierwszą Katedrę Antropologii na Uniwersytecie Londyńskim. Dwa lata później opublikował monografię The Sexual Life of Savages in North-Western Melanesia (Życie seksualne dzikich w północno-zachodniej Melanezji). W 1934 odbył podróż naukową do południowej i wschodniej Afryki.
W 1933 został członkiem zagranicznym Królewskiej Holenderskiej Akademii Sztuk i Nauk.
W 1935 zmarła jego żona.
W 1936 otrzymał doktorat honoris causa Uniwersytetu Harvarda, a od 1939 był profesorem Uniwersytetu Yale. W 1940 poślubił malarkę Annę Valettę Hayman-Joyce.
Zmarł 16 maja 1942 na zawał serca w New Haven w Stanach Zjednoczonych.

## Życie prywatne
Wraz z Witkacym miał romantyczny trójkąt z Zofią Romer. Miał reputację kobieciarza. 
Po śmierci matki stał się agnostykiem.

## Koncepcje i publikacje
Stworzył on podstawy teorii funkcjonalistycznej oraz tzw. brytyjskiej antropologii społecznej. Wprowadził nowy styl pracy terenowej, którym było długotrwałe i głębokie zetknięcie z badaną społecznością. W okresie od czerwca 1915 do maja 1916 i od października 1917 do października 1918 prowadził badania na Wyspach Trobriandzkich, które zaowocowały wieloma pracami teoretycznymi, m.in. Argonauci zachodniego Pacyfiku oraz Życie seksualne dzikich w północno-zachodniej Melanezji.

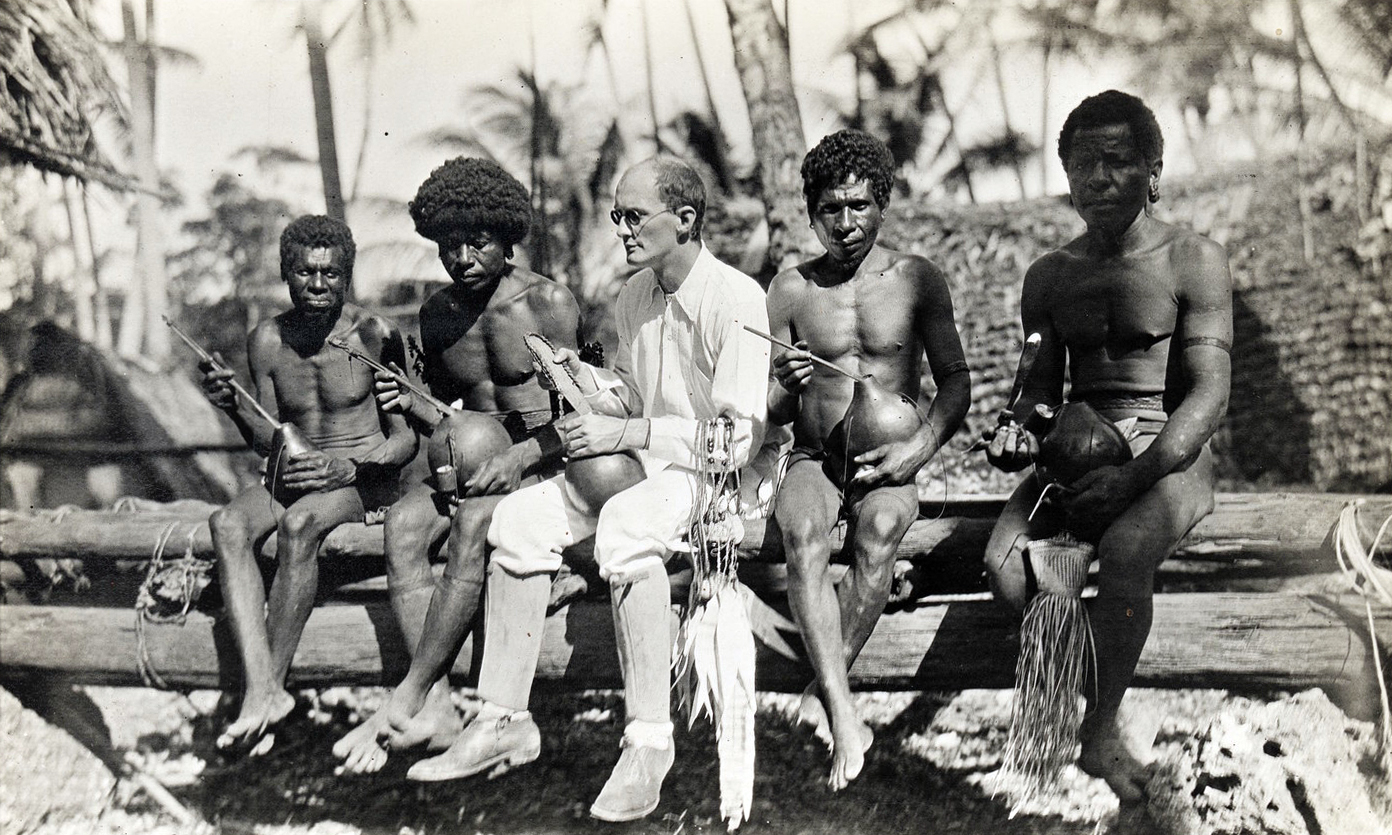
Malinowski na Wyspach Trobriandzkich w 1918

Jego praca Zwyczaj i zbrodnia w społeczności dzikich ma duże znaczenie dla socjologii i antropologii prawa.

### Metoda obserwacji uczestniczącej
Do czasów Malinowskiego w antropologii dominował styl pracy oparty na lekturze i analizie tekstów (tak zwana antropologia gabinetowa). Antropolodzy rzadko prowadzili badania w terenie. Skupiali się na szokujących, „sensacyjnych” zagadnieniach, wybitnie odbiegających od norm świata zachodniego. Malinowski na podstawie własnego dwuletniego doświadczenia w badaniu społeczności Trobriandczyków sformułował postulaty i reguły, którymi powinien kierować się antropolog badacz w terenie.
Malinowski postulował, aby celem antropologa badacza uczynić:
- uchwycenie poglądu tubylca na świat widziany jego oczyma, znalezienie typowych sposobów myślenia i odczuwania oraz zrozumienie, co się za nimi kryje
- ustalenie, co jest normą, zwyczajem, powszechną regułą obowiązującą w badanej społeczności

Konkretne zalecenia metody Malinowskiego:
- Badacz powinien zakładać stację badawczą w znacznej odległości od ośrodka kultury, z którą jest on związany (np. od misji, w której można by mieszkać). Pozwoli to uniknąć sytuacji, w której badacz będzie przychodził do wioski jak do pracy. Ważne jest przebywanie w badanej społeczności cały czas tak, by nic nie umykało uwadze i by można było wczuć się, żyć takim samym życiem jak badana społeczność. Jednak nie może to być zbyt duża odległość na wypadek zniechęcenia, rozczarowania, tęsknoty, które prędzej czy później przeżywa każdy antropolog w trakcie badań terenowych (tym sprawom Malinowski poświęcił bardzo dużo uwagi).
- Badacz powinien mówić w języku tubylców – trzeba się go nauczyć, zazwyczaj dopiero na miejscu. Korzystanie z usług tłumacza stanowi filtr – tłumacz często sam określa to, co jego zdaniem może interesować badacza pomijając niektóre sprawy, dodając coś od siebie, nie dając badaczowi prawa wyboru. Posługiwanie się językami pidżynowymi także jest niepożądanym filtrem.
- Badacz sam musi wypracować sobie osąd na temat badanej społeczności oraz metodologię badawczą, którą trzeba zastosować w danej sytuacji:
  - Nie może polegać na opiniach misjonarzy itp. Z reguły są one obarczone stereotypami i dotyczą jedynie spraw powierzchownych lub „sensacyjnych”.
  - Nie może mieć koncepcji badań przygotowanej zawczasu. Mogłoby to spowodować, że antropolog będzie widział tylko to co chce zobaczyć, tworząc skrajnie zafałszowany obraz badanej kultury.
  - Nie może projektować (w znaczeniu psychologicznym) swoich przekonań itp. na badaną kulturę.
  - Nie może podpowiadać rozwiązań nieobecnych w tej społeczności, a przyniesionych z kraju badacza, choćby to miało usprawnić, załatwić coś szybciej itp. Pozwala to uniknąć niepotrzebnej ingerencji w naturalny bieg życia tej społeczności i poznać metody jakimi ona sama sobie radzi z wynikłymi problemami.
- Obowiązkiem badacza jest respektowanie praw, reguł, obyczajów, kanonów zachowania obecnych w badanej społeczności. Powinien on też odznaczać się umiejętnością wyczuwania co może należeć do złych lub dobrych manier w danej kulturze.
- Antropolog-badacz musi stać się elementem, który nie zakłóca życia społeczności. Musi być przez nią zaakceptowany najpełniej jak tylko się da – w sytuacji gdy ktoś czuje, że jest obserwowany, nie zachowuje się w swój naturalny sposób. Okres przyzwyczajania się do osoby badacza zawsze jest obecny. W czasie badań tubylcy nie muszą i na ogół nie zrozumieją celu pobytu antropologa, choć oczywiście wytłumaczą to sobie na swój sposób.

Malinowski zalecał też postawę aktywnego łowcy, kogoś, kto przebywa wśród krajowców o różnych porach dnia i nocy, stara się jak najwięcej zobaczyć, jest najlepiej jak tylko się da zorientowany w tym co i gdzie będzie się dziać (obrzędy, uroczystości itp.). Uważał, że konieczne jest notowanie swoich spostrzeżeń na bieżąco, najlepiej w trakcie rozmów z tubylcami. Jeśli to „nie wypada”, tzn. jest sprzeczne z zasadami lokalnego savoir-vivre’u, wtedy należy zrobić to tuż po skończonej rozmowie. Badacz nie może mieć nigdy zbyt dobrego wyobrażenia o swojej pamięci. Sugeruje prowadzenie dzienniczka etnograficznego do zapisywania codziennych, często z pozoru błahych obserwacji. Po jakimś czasie można z ich pomocą zebrać spory materiał badawczy lub po analizie odkryć coś, czego nie zauważało się na pierwszy rzut oka.
Metoda została spisana przez Malinowskiego na Wyspach Kanaryjskich, jednak powstawała (notabene zgodnie ze swoimi regułami) na wyspach Trobriandzkich – do dzisiejszych czasów właściwie nie uległa zmianie.

### Koncepcja kultury
Trzonem życia społecznego jest dla Malinowskiego kultura, rozumiana jako całokształt dziedzictwa społecznego: „urządzenia, dobra, procesy techniczne, idee, zwyczaje i wartości”, a także mit, magia i religia.
Kultura ma cztery właściwości:
- stanowi całość
- jest wewnętrznie zintegrowana
- jej elementy pełnią swoiste funkcje
- stanowi instrumentalny aparat zaspokajania ludzkich potrzeb.

Antropologia powinna skupiać się na analizie funkcji: jej celem jest wyjaśnienie faktów antropologicznych poprzez rolę, jaką odgrywają w integralnym systemie kultury, a także w zaspokajaniu potrzeb członków społeczeństwa.
Ludzie są w swoich działaniach motywowani przez potrzeby dwojakiego rodzaju: pierwotne, związane z ich naturą biologiczną, oraz wtórne, związane z ich naturą społeczną, faktem współżycia z innymi ludźmi w społeczeństwie. Ludzkie potrzeby są zaspokajane przez instytucje, czyli zbiorowości ludzi powiązanych wspólnym zadaniem, wspólnymi regułami i dysponujących wspólnymi urządzeniami technicznymi. Każda instytucja składa się z: zasady naczelnej (założonych celów, centralnych wartości), personelu, norm (technicznych lub powinnościowych), urządzeń materialnych, działań podejmowanych przez personel i funkcji, jaką realnie pełni. Na potrzeby pierwotne odpowiada pierwotna organizacja instytucjonalna:
- instytucje zaopatrzenia w żywność
- pokrewieństwa, małżeństwa i reprodukcji
- ochrony i obrony przed zagrożeniami.

Na potrzeby wtórne odpowiadają instytucje prawne, ekonomiczne, wychowawcze i polityczne. Sens każdej instytucji jest zrozumiały tylko w kontekście całego swoistego systemu, w którym występuje.
Zmiany kulturowe mają charakter egzogenny, wynikają z kontaktu, zderzenia lub konfliktu z kulturami odmiennymi – kultury pierwotne są np. pod przemożnym wpływem cywilizacji europejskiej. Zaburzenie harmonii i equilibrium (tj. równowagi) kultury ma charakter przejściowy, kultura bowiem ma tendencję do odzyskiwania równowagi spójności.

### Opis pracy naukowej
Malinowski był propagatorem metody intensywnych badań terenowych, czołowym teoretykiem funkcjonalizmu. W historii etnologii zapisał się jako autor dzieł wzorowo analizujących poszczególne zagadnienia kultury ludzkiej na podstawie wyników badań terenowych i wnikliwej znajomości faktów. Zgodnie z tradycją tej dyscypliny Malinowski pojmował antropologię jako naukę o kulturze. O odrębności antropologii społecznej zaczęły stanowić badania kultur społeczeństw tradycyjnych, w tym przede wszystkim społeczeństw pierwotnych. Jego badania terenowe stały się wzorcem tej działalności dla pokoleń antropologów. Metoda obserwacji uczestniczącej stanowiła rewolucyjny krok w myśleniu antropologicznym, a także w uznaniu odmienności kulturowej przez świat zachodni. Malinowski sformułował etnologiczne pojęcie prawa twierdząc, iż u podstaw zachowań prawnych leży tzw. zasada wzajemności.
W latach II wojny światowej pracował jako profesor na Uniwersytecie Yale. Zawsze był zdania, że antropologia wymaga poczucia przynależności do całego świata, do całej ludzkości, a wydarzenia wojenne głęboko go dotknęły i „rozbudziły w nim na nowo poczucie przynależności narodowej i pełnej solidarności z narodem polskim”. Dla uczczenia jego pamięci od 1959 odbywają się doroczne wykłady w London School of Economics pod nazwą „Malinowski Memorial Lecture”.
Stwierdził między innymi: „Zarówno współczesne wyrażenie angielskie nice day today, jak i melanezyjski zwrot skąd przybywasz? potrzebne są do przezwyciężenia dziwnego, nieprzyjemnego napięcia, jakie odczuwa człowiek w obliczu czyjegoś milczenia”.

## Wybór publikacji
W latach 1980–2004 Wydawnictwo Naukowe PWN wydało trzynastotomową edycję Dzieł Bronisława Malinowskiego (ISBN 83-01-01172-6)
- T. 1 – Wierzenia pierwotne i formy ustroju społecznego; O zasadzie ekonomii myślenia, 1980: ISBN 83-01-01185-8, 1984: ISBN 83-01-05893-5.
- T. 2 – Zwyczaj i zbrodnia w społeczności dzikich; Życie seksualne dzikich w północno-zachodniej Melanezji, 1980: ISBN 83-01-01236-6, 1984: ISBN 83-01-05894-3.
- T. 3 – Argonauci zachodniego Pacyfiku 1986-1987: ISBN 83-01-06362-9; 2005: ISBN 83-01-14368-1.
- T. 4 – Ogrody koralowe i ich magia (1) Opis ogrodnictwa, 1986, ISBN 83-01-01235-8.
- T. 5 – Ogrody koralowe i ich magia (2) Język magii i ogrodnictwa, 1987, ISBN 83-01-05524-3.
- T. 6 – Seks i stłumienie w społeczności dzikich oraz inne studia o płci, rodzinie i stosunkach pokrewieństwa, 1987, ISBN 83-01-07564-3.
- T. 7 – Mit, magia i religia, 1990, ISBN 83-01-09290-4.
- T. 8 – Jednostka, społeczność, kultura, 2000, ISBN 83-01-13217-5.
- T. 9 – Kultura i jej przemiany, 2000, ISBN 83-01-13218-3.
- T. 10 – Wolność i cywilizacja, oraz studia z pogranicza antropologii społecznej, ideologii i polityki, 2001, ISBN 83-01-13469-0.
- T. 11 – Aborygeni australijscy. Socjologiczne studium rodziny i inne prace przedterenowe, 2003, ISBN 83-01-13912-9.
- T. 12 – Tubylcy Mailu oraz inne szkice o kulturze Australii i wysp Pacyfiku, 2003, ISBN 83-01-14094-1.
- T. 13 – Ekonomia meksykańskiego systemu targowego (razem z Julio de La Fuente), 2004, ISBN 83-01-14175-1.

Inne publikacje:
- Dziennik w ścisłym znaczeniu tego wyrazu, wstęp i oprac. Grażyna Kubica, Kraków 2002, Wydawnictwo Literackie, ISBN 83-08-03217-6.
- Problem znaczenia w językach pierwotnych. Formanty klasyfikujące w języku Kiriwiny, słownictwo Kiriwiny z dzieła Bronisława Malinowskiego ułożone jako leksykon kiriwińsko-polski i polsko-kirwiński według pomysłu Krystyny Pisarkowej; oprac. Tadeusz Szczerbowski, Kraków 2000 Towarzystwo Autorów i Wydawców Prac Naukowych „Universitas” ISBN 83-7052-679-9.
- Prawo, zwyczaj, zbrodnia w społeczności dzikich, przedm. Czesław Znamierowski, tł. Józef Obrębski, Warszawa 2001, Wyd. „De Agostini” we współpr. z Ediciones Altaya Polska, ISBN 83-7316-000-0, ISBN 83-7316-016-7.
- Wierzenia pierwotne i formy ustroju społecznego. Pogląd na genezę religii ze szczególnem uwzględnieniem totemizmu, Wyd. Akademia Umiejętności, Kraków 1915.

## Ważniejsze opracowania
- Michael W. Young Bronisław Malinowski Odyseja antropologa (Malinowski Odyssey of an Anthropologist) 1884–1920, tł. Szymon Piotr 2008, Wyd. Twój Styl ISBN 978-83-7163-452-9.

## Upamiętnienie
W 2000 r. Poczta Polska wydała upamiętniający Malinowskiego znaczek pocztowy projektu Wiesława Wałkuskiego o wartości 1,55 zł.
W 2002 roku została wydana moneta kolekcjonerska przedstawiająca Bronisława Malinowskiego.